# مفاعل الموجة المتحركة

محاكاة رقمية من مفاعل الموجة المتحركة. الأحمر: اليورانيوم 238 ، الأخضر الفاتح: البلوتونيوم 239 ، الأسود: منتجات الانشطار. تشير كثافة اللون الأزرق إلى كثافة النيوترونات

مفاعل الموجة المتحركة هو نوع من مفاعل الانشطار النووي المقترح والذي يمكن أن يحول المواد الخصبة إلى وقود قابل للاستخدام من خلال التحويل النووي بالترادف مع حرق المواد الانشطارية.

## نبذة
يختلف مفاعل الموجة المتحركة عن الأنواع الأخرى من مفاعلات النيوترون والمولدات السريعة في قدرتها على استخدام الوقود بكفاءة دون تخصيب اليورانيوم أو إعادة معالجته حيث يقوم باستخدام اليورانيوم المنضب أو اليورانيوم الطبيعي أو الثوريوم أو الوقود المستهلك المستخرج من مفاعلات الماء الخفيف أو مزيج من هذه المواد الا انه لا يزال المفهوم في مرحلة التطوير ولم يتم بناء أي نوع من مفاعلات الموجة المتحركة حتى الآن.

## مفاهيم
يشير الاسم إلى حقيقة أن الانشطار يظل محصوراً في منطقة محصورة في قلب المفاعل حيث يتقدم ببطء مع مرور الوقت ومن الممكن أن تعمل المصادمات الحرارية المستهلكة من الناحية النظرية مستدامة ذاتيا لعقود دون التزود بالوقود أو إزالة الوقود المستهلك.